# Earl Snakehips Tucker

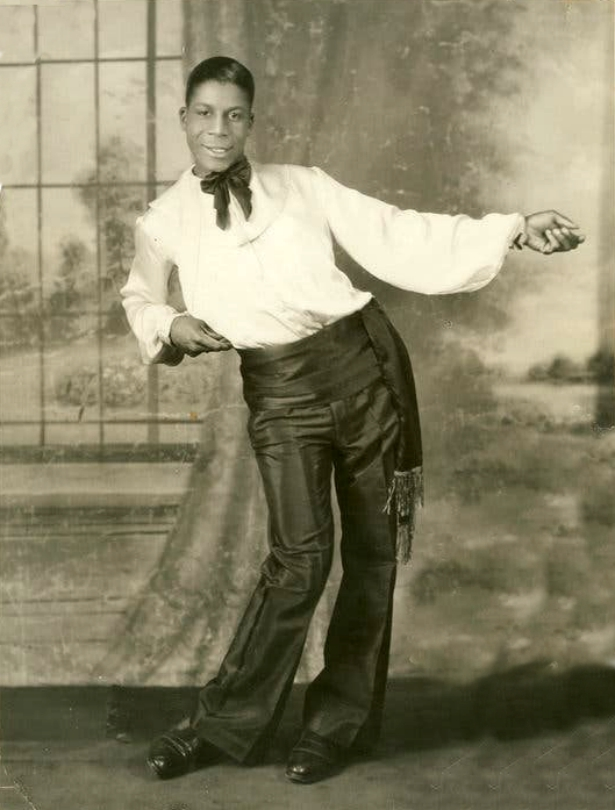
Earl Snakehips Tucker

Earl Snakehips Tucker (1905-1937), conhecido também pelo apelido "Human Boa Constrictor", foi um dançarino estadunidense, conhecido por atuar no filme Sinfonia de Preto e realizar diversas apresentações no Cotton Club em Nova Iorque.